# Jean-Baptiste Pamard
Jean-Baptiste Antoine Bénézet Pamard, est un chirurgien et ophtalmologue français, né le 11 avril 1763 à Avignon (Vaucluse) et mort le 16 mars 1827 .

## Biographie
Jean-Baptiste Antoine Bénézet Pamard est le fils de Pierre François Bénézet Pamard (1728-1793) et de Marie Rose Madeleine Chauffard, fille d'un tanneur de la ville.
Il a été reçu maître ès-chirurgie par l'université d'Avignon, le 13 février 1782, nommé chirurgien en chef des hôpitaux de cette ville, le 27 avril 1793. Il est couronné par l'Académie de chirurgie de Paris, le 18 avril de cette année sur le sujet concernant le meilleur mode pour les sutures, ce qui lui valut le titre de correspondant. Mais cette Académie est supprimée par décret de la Convention, en date des 8 et 14 août 1793. Quand, le 20 décembre 1820, une ordonnance royale a recréé l'Académie royale de médecine, on lui a proposé d'en être un correspondant, ce qu'il a refusé et a proposé de désigner son fils, ce qui a été fait et a été à l'origine d'un procès.
Il est membre de l'Athénée de Vaucluse.

## Famille
- Pierre Pamard (1669-1728), chirurgien originaire des Flandres, il s'est établi à Avignon.
  - Nicolas-Dominique Pamard (1702-1783)
    - Pierre François Bénézet Pamard (1728-1793), maître en chirurgie, chirurgien en chef des hôpitaux d'Avignon, chirurgien occultiste. Il invente une pique pour tenir l'œil pendant l'opération de la cataracte. Associé à l'Académie royale de médecine en 1784.
      - Jean-Baptiste Antoine Bénézet Pamard (1763-1827).
        - Virginie Marie Julie Magdelaine Pamard (1800-1851).
        - Paul Antoine Marie Pamard (1802-1872), docteur en chirurgie en 1825, chirurgien à l'Hôtel-Dieu, professeur de clinique chirurgicale, député du Vaucluse. 
          - Alfred Paul Hippolyte Pamard (1837-1920), docteur en médecine et en chirurgie. Officier de la Légion d'honneur.
            - Paul François Bénézet Pamard (1874-1961), médecin militaire, officier de la Légion d'honneur[3]

          - Ernest Antoine Augustin Pamard (1842-1916), général de division, grand officier de la Légion d'honneur[4]

      - Jean-Baptiste Marie Pamard ( -vers 1822) est entré dans les ordres et a été à  la fin de sa vie curé de la collégiale Saint-Didier d'Avignon.

    - Pierre Sauveur Pamard (1729- ) est entré dans l'ordre de Augustins Réformés, puis est devenu aumônier du château d'If.

## Publications
- Éloge de M. Pamard, lu à la séance publique de l'Athénée de Vaucluse, le 5 vendémiaire an XI, chez J.-J. Niel, Avignon, 1802 (lire en ligne')

## Distinctions
- Chevalier de la Légion d'honneur, en 1815[5]